# Funny Money (film, 2006)
Pour les articles homonymes, voir Funny Money.
Pour plus de détails, voir Fiche technique et Distribution.
Funny Money est un film américain réalisé par Leslie Greif, sorti en 2006.

## Synopsis
Henry Perkins échange par erreur sa mallette avec celle d'un inconnu. Celle-ci contient un million de dollars.

## Fiche technique
- Titre : Funny Money
- Réalisation : Leslie Greif
- Scénario : Harry Basil et Leslie Greif d'après la pièce de théâtre Espèces menacées de Ray Cooney
- Musique : Andrea Morricone
- Photographie : Bill Butler
- Montage : Stephen Adrianson, Terry Kelley et Stephen Lovejoy
- Production : Cristian Bostanescu, Leslie Greif, Herb Nanas et Brad Siegel
- Société de production : Castel Film Romania, FWE Picture Company, Thinkfactory Media et Tobebo Filmproduktions
- Société de distribution : THINKFilm (États-Unis)
- Pays de production :  États-Unis,  Allemagne et  Roumanie
- Genre : Comédie
- Durée : 98 minutes
- Dates de sortie : 
  - États-Unis : 9 mars 2006 (HBO US Comedy Arts Festival)
  - États-Unis : 26 janvier 2007 (Los Angeles)

## Distribution
- Chevy Chase : Henry Perkins
- Penelope Ann Miller : Carol Perkins
- Armand Assante : Genero
- Christopher McDonald : Vic
- Robert Loggia : Feldman
- Guy Torry : Angel
- Rebecca Wisocky : MM. Virginia
- Kevin Sussman : Denis Slater
- Alex Meneses : Gina
- Marty Belafsky : Stan Martin
- Zoltan Butuc : Mr. Big
- Pat Finn : Walter
- Sorin Misiriantu : Vlad
- Joanne Rubino : Susan
- Timothy Stack : Dr. Rogers

## Accueil
Le film a reçu un accueil mitigé de la critique. Il obtient un score moyen de 57 % sur Metacritic.